# Косаговський Павло Павлович
Павло Павлович Косаговський (29 жовтня (10 листопада) 1832 — 13 (25) січня 1895, Санкт-Петербург, Російська імперія) — державний діяч Російської імперії, таємний радник.

## Життєпис
Народився 1832 року.
Навчався в Павловському кадетському корпусі, який закінчив 1851 року, та Костянтинівському артилерійському училищі. 1 червня 1852 року прийнятий на службу до 5-ї артилерійської бригади прапорщиком, а за рік був переведений до Санкт-Петербурзького арсеналу. 1856 року звільнився з військової служби за станом здоров'я.
У 1858—1859 роках був членом Новгородського губернського комітету з улаштування побуду кріпаків, що займався розробкою селянської реформи, від дворянства Валдая. 1859 року обраний Валдайським повітовим предводителем дворянства. 1863 року призначений старшим радником Новгородського губернського правління.
Був віцегубернатором Пензенської губернії, де одружився із Єлизаветою Загоскіною — дочкою генерала, учасника Кримської війни Якова Загоскіна.
30 жовтня 1864 року призначений Симбірським віцегубернатором, 1867 року — виконувачем обов'язків Вітебського губернатора. Наступного року став директором департаменту виконавчої поліції Міністерства внутрішніх справ.
У 1882—1885 роках був одеським градоначальником.
У 1885—1889 роках був курським, 1889—1891 роках — полтавським губернатором.
18 грудня 1891 року призначений членом ради Міністерства внутрішніх справ.
Почесний громадянин Вітебська, Полоцька та Дінабурга.
Помер у Санкт-Петербурзі 13 січня 1895 року.